# Torre dei Salassi
Der Torre dei Salassi  oder Tour de la Ville de Cordèle oder das Casaforte di Pompiod (in Französisch: Maison forte de Pompiod) ist ein verfallener, mittelalterlicher Turm im Ortsteil Pompoid der Gemeinde Jovençan im Aostatal. Er befindet sich an der Regionalstraße 20 zwischen Jovençan und Aymavilles.

## Lage
Der Turm ist von Mandelbäumen des kleinen Felsvorsprungs von Châtelair umgeben, der gegen die Dora Baltea (frz. Doire baltée) hin abfällt. Das Gelände, auf dem er sich befindet, ist im Verfall begriffen, obwohl es Gegenstand von Restaurierungseingriffen war und ein Wiederherstellungsplan erstellt wurde. Zahlreich sind die Steinhaufen, die bezeugen, dass auf dem Gelände Gebäude eingestürzt sind, und einige Mauern noch die tatsächlichen Dimensionen des Komplexes. Auf dem Gipfel des Felsvorsprungs neben einem Hochspannungsmast finden sich Ruinen eines weiteren alten Turms mit quadratischem Grundriss, der innen zylindrisch war, vermutlich der letzte Rest des Castello di Jovençan. Unterhalb des Felsvorsprungs erstreckt sich der Tunnel „Les Crêtes“ der Autobahn A5.

## Geschichte
Diese Gegend von Jovençan gilt in der Sage als Ort, an dem die alte Hauptstadt der Salasser, Cordelia (in Französisch: Cordèle) war, ohne dass es dafür eine geschichtliche Stützung oder bestätigende Wiederholungen gäbe. Aber sowohl der Abt Amé Gorret als auch der Baron Claude Bich und andere unterstützen diese Hypothese. Auch wenn es wahrscheinlich ist, dass die ersten Ansiedlungen in der Gegend eher aus römischer Zeit stammen, kann man nicht ausschließen, dass die Bevölkerung der Salasser hier irgendwelche Spuren hinterlassen haben könnte. Was den Turm angeht, so wurde dieser vermutlich vor dem oder im 13. Jahrhundert errichtet, auch wenn dies laut dem Burgenwissenschaftler des Aostatals, André Zanotto, nicht vor dem 14. oder 15. Jahrhundert geschah. So stammt er nicht notwendigerweise aus derselben Zeit wie der Bergfried der Burg Jovençan, der vom Grünen Grafen dem Erdboden gleichgemacht wurde. Die Kapelle dagegen war die Burgkapelle, die nach der Pest von 1630 wiederaufgebaut wurde und heute „Chapelle de Saint-Georges-en-Châtelair“ heißt. Derzeit fehlen noch tiefergehende Studien über das Gelände.

## Beschreibung

Grundriss des Turms der Salasser (Carlo Nigra, 1938)

Der Turm der Salasser besteht heute nur noch aus seinen Umfassungsmauern, wogegen das Dach eingestürzt ist; wegen des Einsturzes seiner Geschossböden ist der Turm im Inneren mit Trümmern gefüllt. Auf der Westseite ist eine Latrine (Aborterker) erhalten, während auf der Ostseite eine Zugangstüre auf Erdgeschossniveau liegt, die in einer Zeit nach dem Bau des Turms umgebaut wurde. In den Mauern gibt es auch viele Schießscharten, von denen Carlo Nigra schreibt, sie seien von bemerkenswerter Größe im Verhältnis zu den für die Epoche typischen Schießscharten, und auch die Überbrückungslöcher sind noch sichtbar, also die Stützöffnungen, in die die Holzbalken für das Gerüst eingesetzt wurden, das die drei Stockwerke stützte, aus denen das Gebäude bestand. Im Untergeschoss war vermutlich ein Kamin eingebaut.

## Galeriebilder

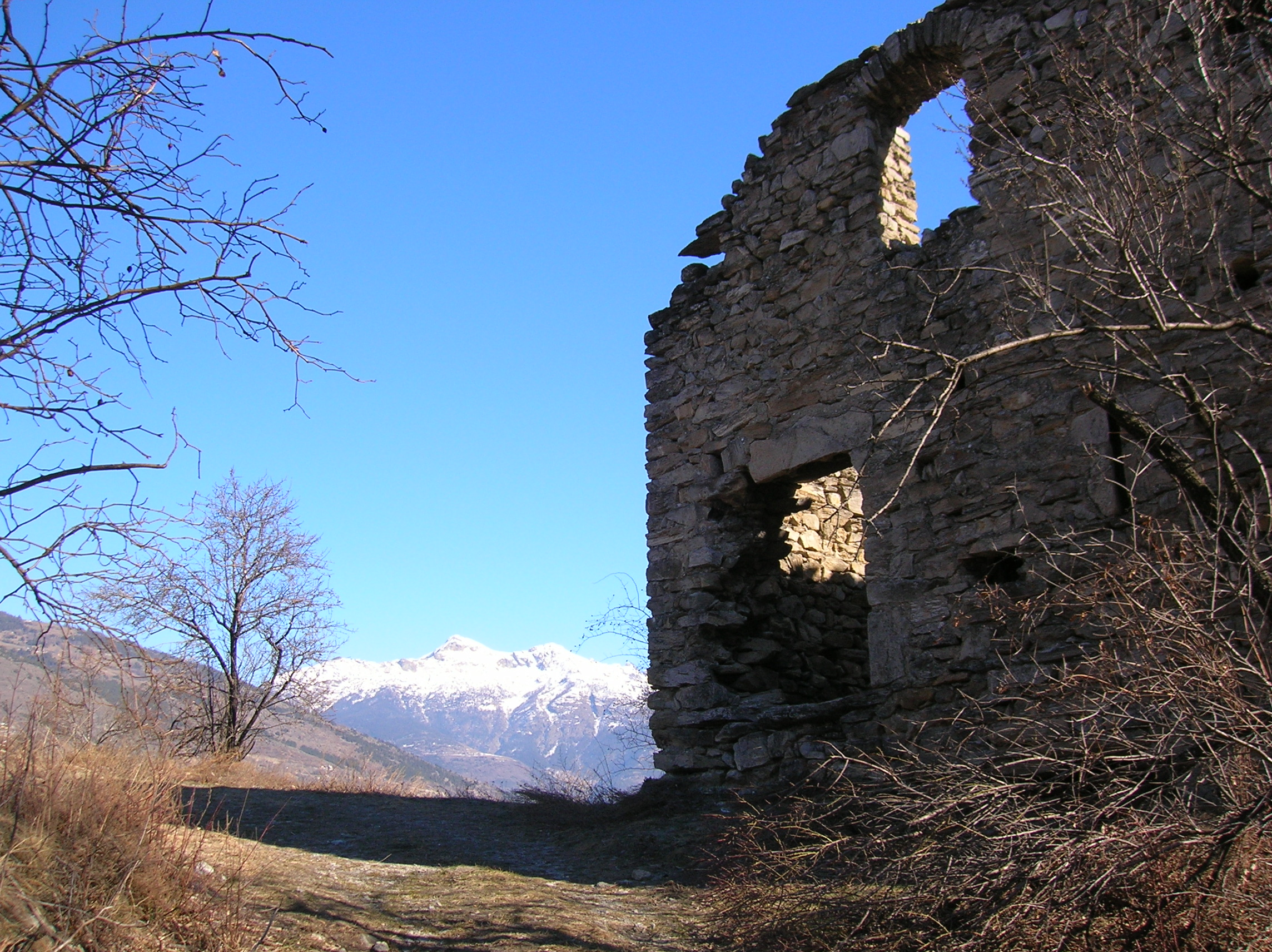
Die Zugangstüre zum Turm befindet sich auf Erdgeschossniveau und wurde umgebaut.
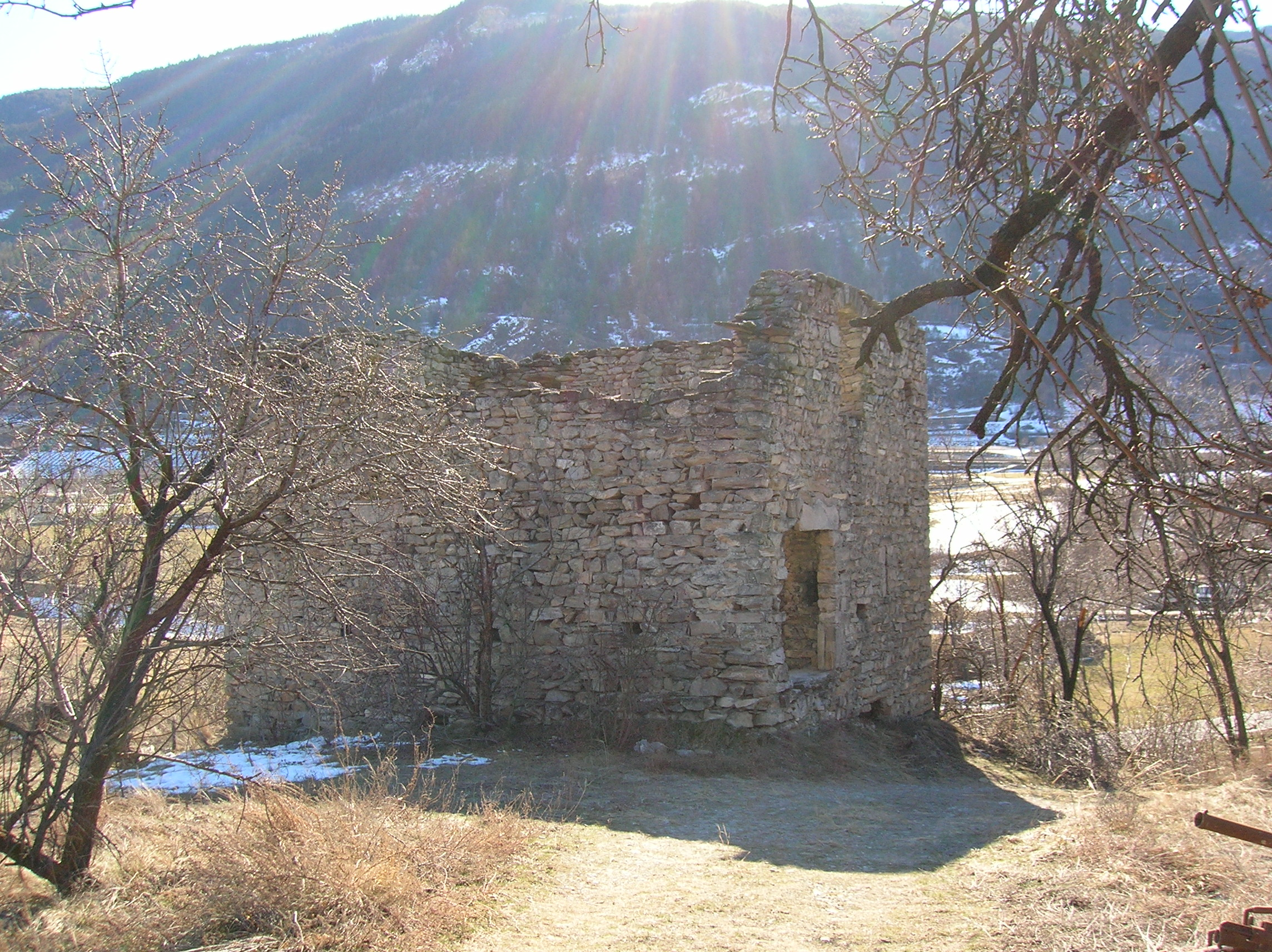
Nordansicht des Turms
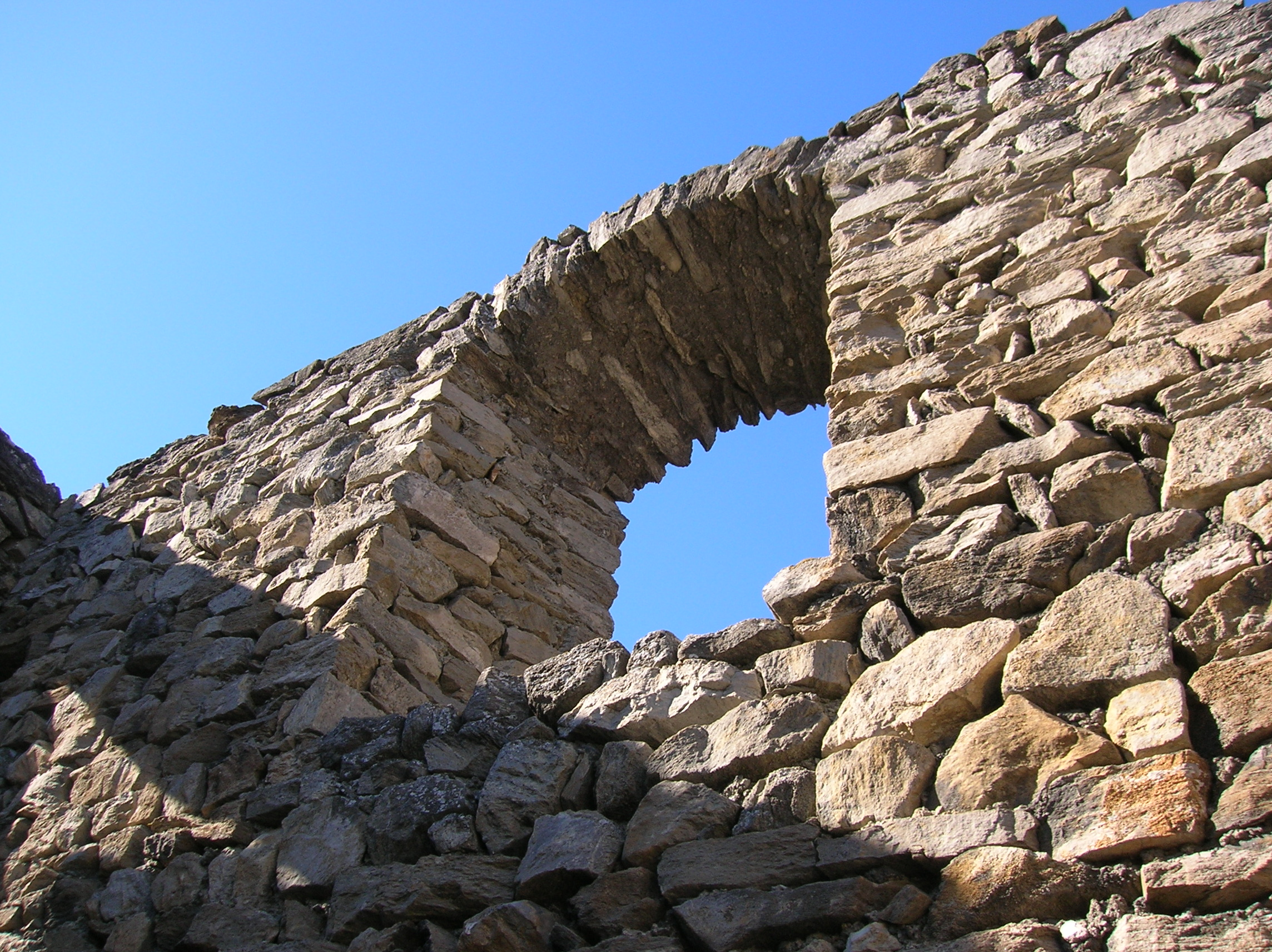
Detail eines Fensterbogens in der Nähe des Daches
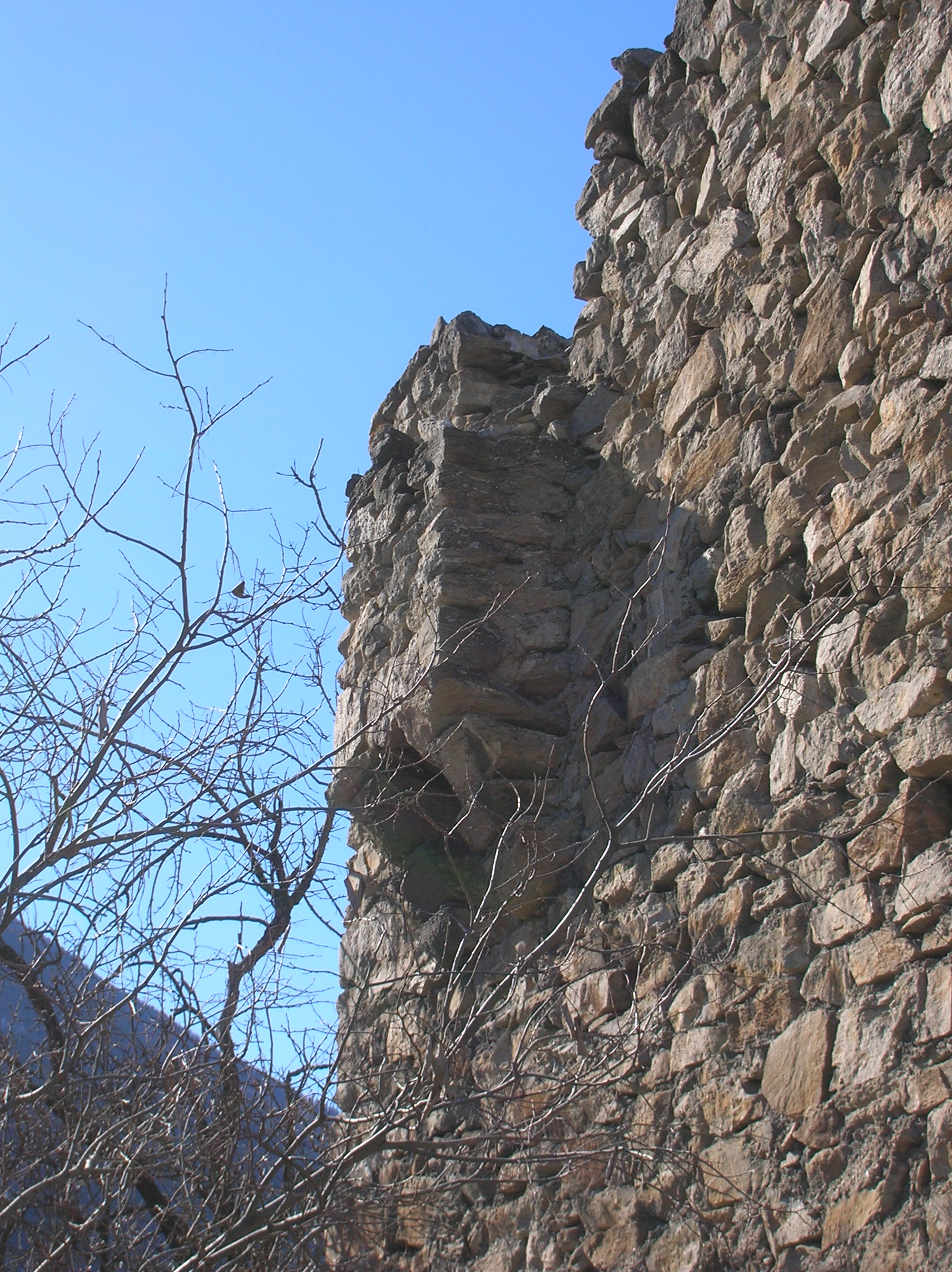
Detail der Latrine